# 三井寺下駅
三井寺下駅（みいでらしたえき）は、かつて滋賀県大津市大門通にあった江若鉄道の駅（廃駅）。
江若鉄道が開業した時の起点駅であり、駅に隣接して江若鉄道の本社や機関区が所在するなど路線の心臓部を担う駅であった。

## 歴史
当駅は1921年（大正10年）、江若鉄道の営業開始に合わせて三井寺駅（みいでらえき）として開業した。開通したのは三井寺から叡山までの6.0キロメートルの区間のみで、当駅はその起点だった。坂本地区まで並行路線となる大津電車軌道と交差せず、かつ国鉄の大津駅に近い場所として、三井寺下にあたる当地にとりあえずの起点を求めたのである。1925年（大正14年）には三井寺から新浜大津までの区間が開通し、起点は浜大津に移る。駅名が三井寺下に改称されたのもこの年のことであった。
江若鉄道は1969年（昭和44年）10月31日をもって営業を終了し、当駅も翌11月1日に廃止された。

### 年表
- 1921年（大正10年）3月15日：江若鉄道の三井寺 - 叡山間の開業に合わせて、三井寺駅として開設[2][11]。
- 1925年（大正14年）
  - 4月3日：当駅から新浜大津までの区間が開業[2][12]。
  - 9月10日：三井寺下駅に改称[13]。
- 1969年（昭和44年）11月1日：駅廃止[2]。

## 駅構造
三井寺下駅は旅客と貨物の両方を取り扱う一般駅。駅には隣接して江若鉄道の本社と機関区（三井寺下機関区）があり、同社の中枢部として社員と車両が集まり賑わいを見せていた。しかし駅のホームは1面のみで、列車交換可能な停車場ではあったものの通常のダイヤでは当駅での列車交換は設定されていなかった。臨時列車が運行される際に当駅で交換を行うことはあったが、その際下り列車はホームでなく地上から梯子を渡して客の乗降を扱っていた。
駅にはホームのほか駅本屋があり、駅前にあった広場は地域の催し物会場として使用された。
戦後は駅の山手側、皇子山一帯に展開していた占領軍（GHQ）のキャンプ大津A地区に向かって、物資輸送を行う側線が敷かれていた。
| ← 浜大津 方面 | 三井寺下駅 配線略図 | → 近江今津 方面 |
| 凡例 出典:    |                     |                 |

## 利用状況
開業から数年間の年間乗降客数・貨物取扱量の状況は以下の通り。
| 年間の旅客および貨物の取扱量 | 年間の旅客および貨物の取扱量 | 年間の旅客および貨物の取扱量 | 年間の旅客および貨物の取扱量 | 年間の旅客および貨物の取扱量 | 年間の旅客および貨物の取扱量 |
| 年                           | 旅客                         | 旅客                         | 貨物                         | 貨物                         | 出典                         |
| 年                           | 乗車                         | 降車                         | 発送                         | 到着                         | 出典                         |
| ---------------------------- | ---------------------------- | ---------------------------- | ---------------------------- | ---------------------------- | ---------------------------- |
| 1921年                       | 127,532人                    | 147,685人                    | 62トン                       | 29トン                       | [ 21 ]                       |
| 1922年                       | 140,188人                    | 152,903人                    | 1,419トン                    | 306トン                      | [ 22 ]                       |
| 1923年                       | 192,383人                    | 211,189人                    | 1,909トン                    | 816トン                      | [ 23 ]                       |
| 1924年                       | 167,459人                    | 245,882人                    | 1,253トン                    | 627トン                      | [ 24 ]                       |
| 1931年                       | 49,366人                     | 50,194人                     | 900トン                      | 345トン                      | [ 25 ]                       |
| 1934年                       | 42,675人                     | 43,034人                     | 839トン                      | 344トン                      | [ 26 ]                       |
| 1935年                       | 40,409人                     | 39,986人                     | 912トン                      | 358トン                      | [ 27 ]                       |
| 1936年                       | 39,589人                     | 37,607人                     | 1,184トン                    | 537トン                      | [ 28 ]                       |

## 駅周辺
駅があった場所は大津市役所長等市民センター付近に相当する。廃線後に跡地は駐車場となり、敷地には枕木が長らく残されていたとされるが、2015年現在では失われている。周囲は宅地や道路に変わり、駅の存在を窺わせるものはない。
浜大津駅から当駅までの線路跡は明日都浜大津から伸びる遊歩道「大津絵の道」として整備されている。いっぽう当駅から滋賀駅方面に向かう線路跡は2車線の一般道路となり、皇子山総合運動公園の東縁に沿って伸びる。

## 隣の駅
江若鉄道
江若鉄道線
浜大津駅 - 三井寺下駅 - 滋賀駅
- 1964年（昭和39年）までは隣の滋賀駅との間に臨時駅の競輪場前駅が存在した。